# Шмид, Фриц
Фриц Маркус Шмид (нем. Fritz Markus Schmid; род. 10 сентября 1959, Цуг) — швейцарский футбольный тренер и функционер.

## Биография
В качестве тренера долгое время являлся ассистентом Кристиана Гросса в «Грассхоппере», «Базеле» и в английском «Тоттенхэм Хотспур». Также у себя на родине работал с юниорскими и молодежными командами. Шмид три года являлся техническим директором Малазийской ассоциации футбола. В феврале 2018 года швейцарец возглавил сборную Новой Зеландии, сменив на этом посту англичанина Энтони Хадсона. Однако спустя 16 месяцев он внезапно покинул свой пост.
В 2022 году Шмид недолгое время исполнял обязанности наставника ганского клуба «Котоку Ройалс». С февраля 2024 года он является директором футбольной академии «Грассхоппера».